# 杰尔乌伊包拉特
杰尔乌伊包拉特（匈牙利語：Győrújbarát），是匈牙利杰尔-莫雄-肖普朗州所辖的一个村。总面积33.61平方公里，总人口6101，人口密度181.5人/平方公里（2011年1月1日）。

## 友好城市
- 法國 托里涅-富亚尔